# Bula de Oro de Rímini
La Bula de Oro de Rímini fue una bula sancionada por el emperador Federico II Hohenstaufen en marzo de 1226, en su corte de Rímini, que confería al gran maestre Hermann von Salza la autoridad para gobernar como parte del Sacro Imperio Romano Germánico; además, anexaba Prusia Oriental como prolongación de las tierras imperiales con los teutónicos. Fue el primero de tres documentos similares; le siguieron el Tratado de Kruschwitz en 1230 y la Bula Papal de Oro de 1234.

## Historia

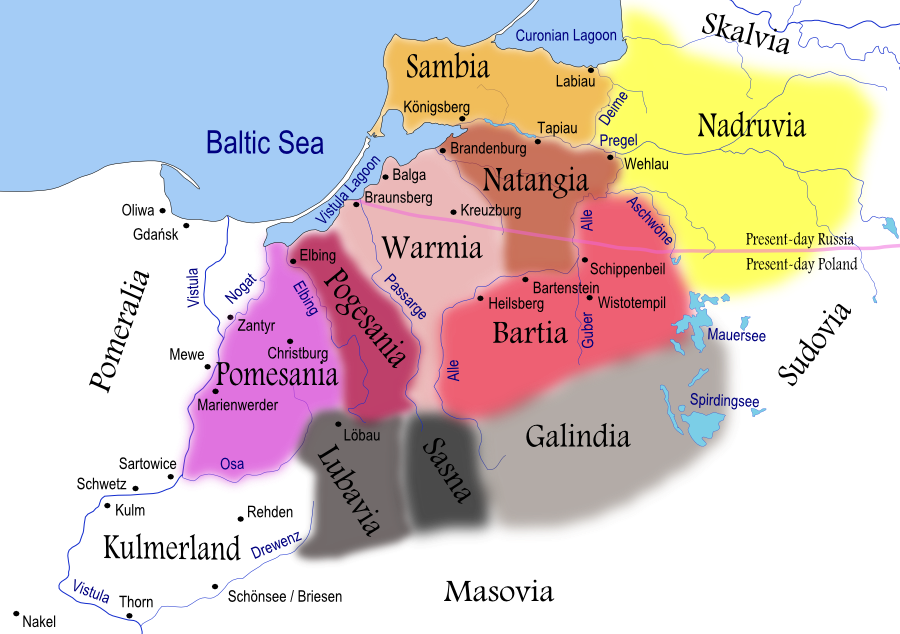
Tribus prusianas en el ; las Tierras de Chełmno se muestran en blanco.

El duque piasta Conrado I de Mazovia había librado varias Cruzadas prusianas y, particularmente entre 1222 y 1223, había intentado conquistar Chełmno a los antiguos paganos prusianos al este del río Vístula.
Apoyado por sus primos polacos Leszek I el Blanco y Enrique I el Barbudo tuvo éxito al comenzar esta conquista, pero tuvo que hacer frente a un contraataque prusiano y comenzó a temer por el ducado de Mazovia, que sufría continuos ataques de aquellos. En 1224 el duque comenzó las negociaciones con los Caballeros Teutónicos para incrementar sus fuerzas y estabilizar la situación.
Entre 1211 y 1225 la Orden Teutónica, liderada por el Gran Maestro Hermann von Salza, estuvo presente en la región de Țara Bârsei, en Transilvania. Al igual que con la solicitud de Conrado I de Masovia, los caballeros fueron llamados por el rey Andrés II de Hungría para asentar, estabilizar y defender la frontera este del Reino de Hungría contra los cumanos. Sin embargo, fueron expulsados luego de intentar establecer un Estado autónomo en territorio húngaro, subordinado únicamente a la autoridad del Papa Honorio III; Hermann von Salza, entonces, esperaría, antes de partir hacia Prusia, que las posesiones reclamadas por la Orden fueran confirmadas directamente por el emperador del Sacro Imperio.

## La bula
Los Caballeros debían ser equipados por el Duque Conrado I de Mazovia en intercambio por su soporte para estabilizar las tierras Mazovianas:

El Hermano Conrado había ofrecido y prometido ceder al hermano Hermann, Honorable Maestro del Santo Hospital de Santa María de los Alemanes en Jerusalem (Orden teutónica)... Con la tierra de Culm (Chelmno) entre su marcha y los prusos y equiparles (T. O.) bien, para que puedan tomar Prusia en posesión... Reconocemos el hecho, que esta tierra está incluida en las tierras del imperio, confiamos en el juicio del Maestro... Reconocemos todas las tierras en Prusia como un derecho antiguo del imperio...

Esta autorización Imperial fue firmada por varios príncipes, como los Arzobispos de Magdeburgo, Ravenna, Tiro, Palermo y Reggio, los Obispos de Bolonia, Rimini, Cesena, Mantua] y Tortosa, los Duques de Sajonia y Spoleto, y el Marquesado de Montferrato.

## Confirmación posterior
El duque Conrado I de Mazovia no tenía intención alguna de ceder la tierra de Chełmno e inicialmente apoyó al obispo Cristian de Oliva fundando la Orden de Dobrin. También confirió la Tierra de Dobrzyń a unos pocos Hermanos, quienes, sin embargo, no fueron capaces de asegurar las fronteras de Masovia.

### Tratado de Kruszwica
El 16 de junio de 1230, el Tratado de Kruszwica fue supuestamente firmado, y de acuerdo a él, el duque Conrado I de Mazovia cedió a los Caballeros Teutónicos bajo las órdenes de Hermann von Salza y a la Orden de Dobrin las tierras de Chełmno así como todas las demás tierras conquistadas en Prusia. El texto sólo es conocido por referencias tardías, ya que el documento original no se conserva. Según el historiador Max Perlbach (1848-1921), los Caballeros lo habrían falsificado para tener una base legal para sus posesiones seculares.

### Bula de Oro de Rieti
En 1234, el Papa Gregorio IX emitió la Bula de Oro de Rieti Pietati proximum, confirmando los tratos previos, declarando que las tierras prusianas de la Orden estaban sujetas únicamente al Papa y no a un feudo de cualquier otro poder secular o eclesiástico. La curia romana ya había hecho una promesa, a pesar de que von Salza había insistido en ponerlo por escrito.
La Bula fue confirmada de nuevo por el Papa Alejandro IV en 1257.